# Теловітриніт

Теловітриніт.

Теловітриніт (рос. теловитринит, англ. telovitrinite, нім. Telovitrinit m) — підгрупа мацеральної групи вітриніту, що включає вітриніти зі структурами рослинних чарунок, що збереглися.

## Загальний опис
Термін введений у 1994 р. Міжнародним комітетом з петрології вугілля і органічної речовини (МКПВОР) для позначення вітриніту з клітинною (чарунковою) структурою. Така структура може бути видимою або невидимою у відбитому білому світлі.
Підгрупа включає мацерали телініт і колотелініт, які відрізняються різною мірою геохімічної геліфікації (вітринітизацією). Телініт складається з ясно розпізнаваних стінок клітин, а колотелініт має більш або менш аморфну форму і на ділянках, паралельних заляганню, може мати значний ареальний розмір без лінійних країв. Якщо на залягання дивитися перпендикулярно, колотелініт представлений шарами різної товщини.
Син.: антраксилон; гумотелініт (буре вугілля).
Походження слова: tela (лат.) — тканина; vitrum (лат.) — скло.

## Походження
Мацерали даної підгрупи є похідними волокнистих і деревних тканин коріння, стебел, кори і листя, що складаються з целюлози і лігніну, і походять від трав'яних або деревоподібних рослин. Великі кількості теловітриніту вказують на високу міру збереження клітинної тканини у вологих умовах, можливо, з низьким рН, в лісистих торфовищах або болотах. Попередником теловітриніту у молодому вугіллі є гумотелініт.

## Фізичні і хімічні властивості
Див. вітриніт, телініт і колотелініт.

## Залягання
Див. телініт і колотелініт.

## Технологічні властивості
При спалюванні теловітриніт має тенденцію до утворення ценосфер (кайносфер), а при коксуванні теловітриніт вугілля середніх стадій метаморфізму плавиться.